# Kalózkodás

Calico Jack 18. századi kalóz zászlaja

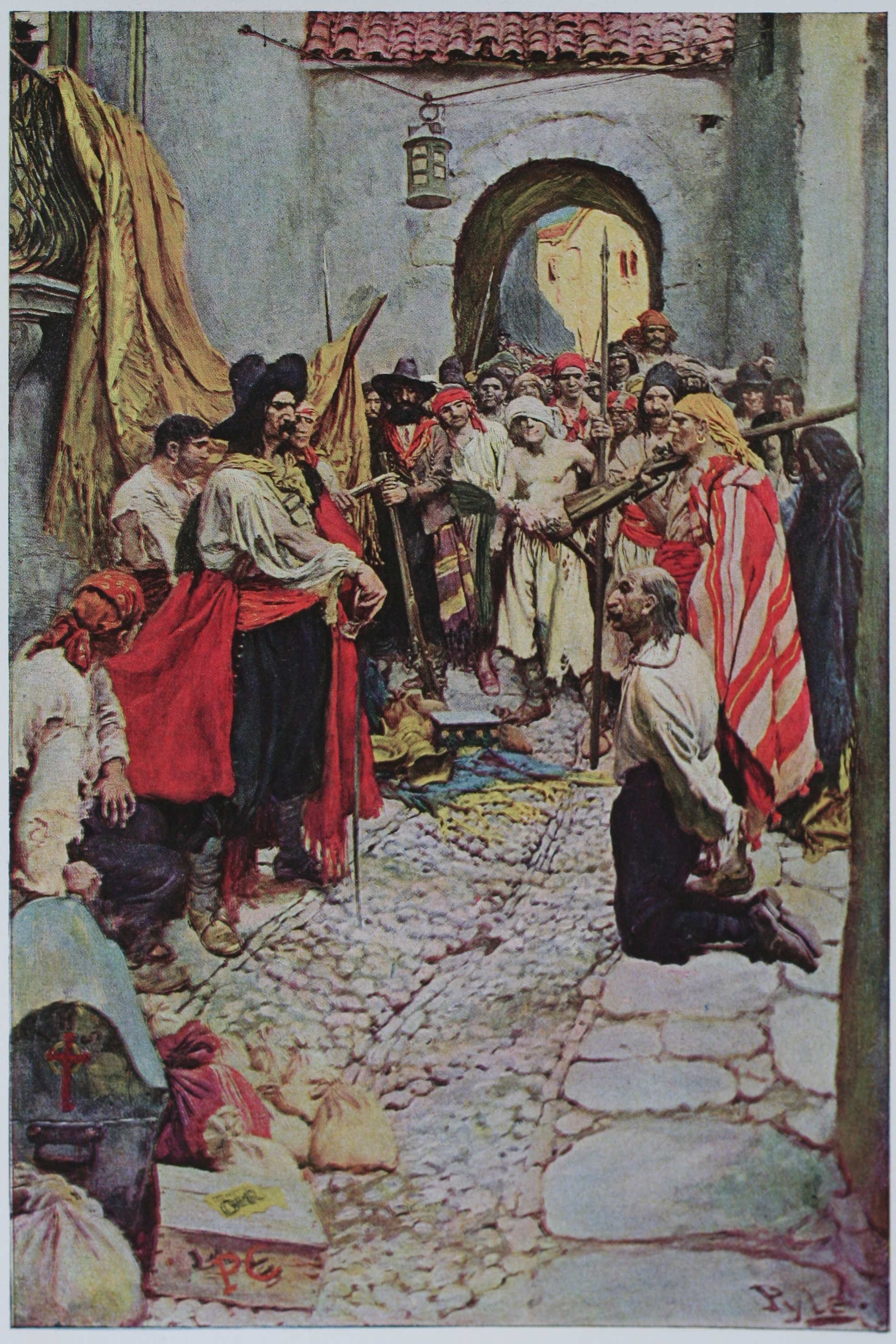
Illusztráció Howard Pyle Kalózok könyve című művéből

A kalózkodás a tengeren, illetve a partokon hajón mozgó elkövetők által végrehajtott szervezett rablás, amely a 21. században is komoly probléma. A kalózkodás olyan tengeri rablás, melynek lényege az erőszakos támadás és mások vagyontárgyainak elvétele, illetve az emberrablás és gyilkosság.
A kalózok indoka általában tisztán a haszonszerzés, de gyakran előfordult, hogy valamely állam megbízásából tevékenykedtek, amelynek valamely okból ez politikai vagy egyéb hasznot hajtott.
A kalózkodás a becslések szerint éves szinten 13-16 milliárd dollár veszteséget okoz. Elsősorban a Csendes-óceán és az Indiai-óceán bizonyos vizein jelent komoly veszélyt, így Szomália partjainál, a Malaka-szorosban és Szingapúr környékén.
Az ENSZ Tengeri Törvény Konvenciója (United Nations Convention on the Law of the Sea, UNCLOS, 1982) meghatározása szerint a kalózkodás olyan erőszak, rablás, foglyul ejtés, amelyet a tengereken saját céljaira valamely magánhajó vagy repülőgép legénysége vagy utasai követnek el egy hajó vagy repülőgép fedélzetén lévő személyek, illetve tulajdon ellen.
Az írók, filmkészítők és játékgyártók a halálfejes lobogót (angolul Jolly Roger) használják elterjedten a kalózok szimbólumaként. Toposszá vált a fél szemét fekete kendővel bekötő és a féllábú kalóz is. A legismertebb talán a karib-tengeri kalózkodás, pedig a tengeri rablás valószínűleg végigkísérte a hajózás történetét és sokszor játszott számottevő szerepet.

## A szó eredete
A kalauz szóval azonos a kalóz szó eredete, ami valószínűleg a kun-besenyő nyelvből került a magyar nyelvbe. Török nyelvekben, például a csagatájban a qolauz formája „útmutatót”, „vezetőt” jelent; az oszmán-törökben qylaghuz alak szintén „vezető” jelentésben él.
Az ókorban néhány révkalauz a helyes navigálás helyett zátonyra futtatta a hajót, a cinkosok pedig a megtámadták és kifosztották.
Az Adriai-tengeren különösen a török hajóvezetők, a kylavuz-ok voltak emiatt hírhedtek. Ez a török kylavuz szó a magyarba átkerülve eleinte kalavuz-nak hangzott; ebből a kalavúz alakból a v-h hangváltozással kalahúz lett, majd a „h” kiesésével: kalaúz – kalauz – kalóz.

## Története

### Ókorban

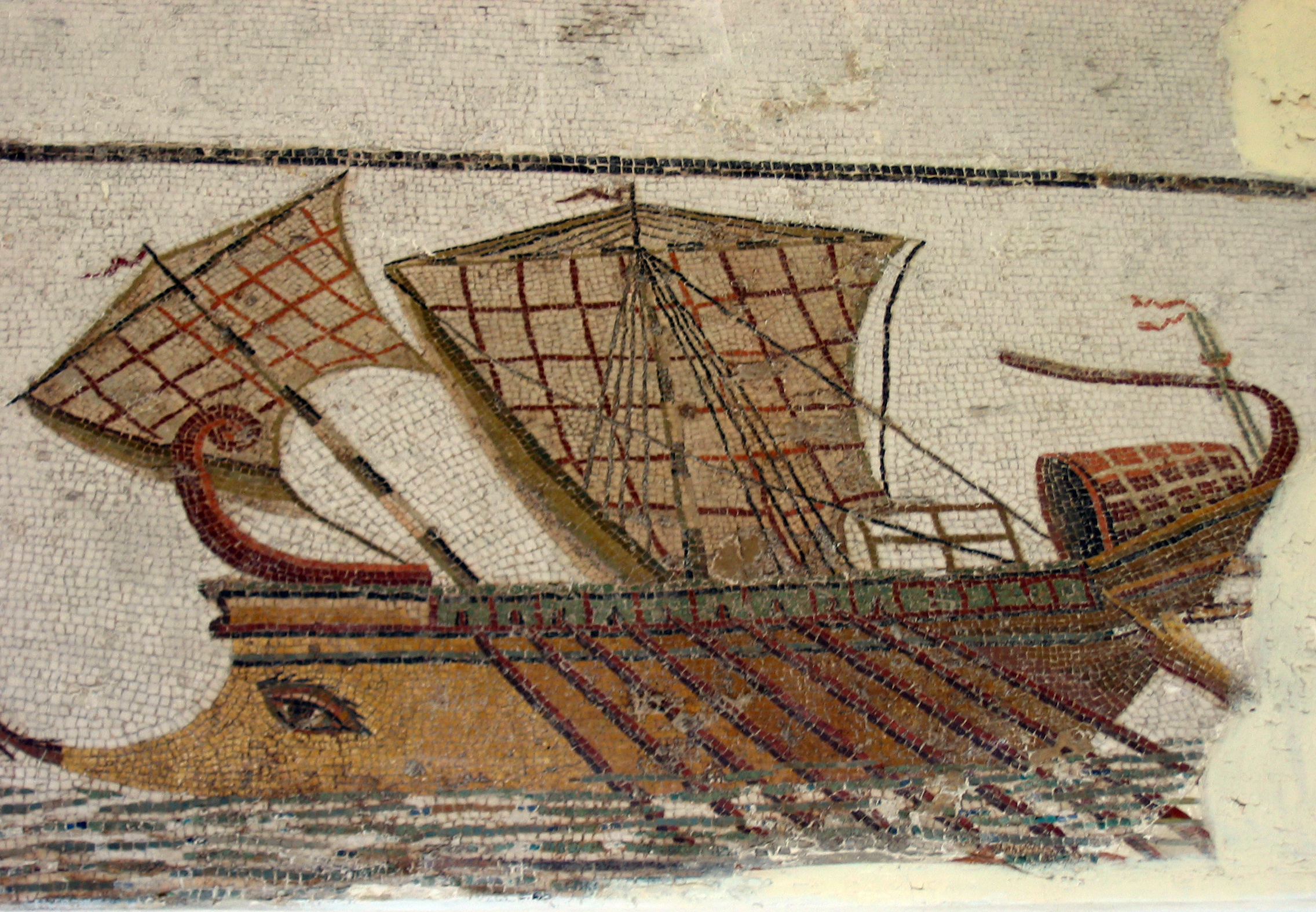
Római trireme egy mozaikon a mai Tunéziában

A kalózkodás legrégebbi feljegyzett példái az un. tengeri népek támadásai az i. e. 13. században az égei civilizáció és a Földközi-tenger más népei ellen. A klasszikus ókor idején többek közt a tirrének és a trákok voltak ismertek kalózokként. Lemnosz, amely sokáig ellenállt a görög befolyás növekedésének, a trák kalózok fontos támaszpontja volt. Az i. e. 1. századra a mai Anatólia partjain kalózállamok sora alakult ki, fenyegetést jelentve a Római Birodalom kereskedelmére, ahogy a hírhedt illír kalózok is.
i. e. 75-ben az Égei-tengeren utazó ifjú Julius Caesart is foglyul ejtették a kilikiai kalózok és a Dodekanészosz-szigetcsoporthoz tartozó Farmakoniszin őrizték. Húsz talentum aranyat akartak kérni érte, Caesar azonban felháborodott azon, hogy csak ennyit ér nekik és javaslatára 50 talentumra emelték az összeget. Miután kiszabadult, Caesar flottát toborzott és elfogta a kalózokat.
i. e. 67-ben a római Lex Gabinia („Gabinius-törvény”) Pompeius Magnust bízta meg azzal, hogy számoljon le a kalózokkal, és Pompeius ezt három hónap alatt meg is tette.
Sok kalózfészket a rómaiak hódításai számoltak fel. i. e. 78-ban a kilikiaiak egyik fészkét, a lükiai Olümposzt foglalták el, i. e. 68-ban Illíriát.
258-tól a Fekete-tenger és a Márvány-tenger partvidékét gót-herul hajók fosztogatták, néhány évvel később a támadások átterjedtek az Égei-tengerre is. Gót kalózok támadtak Ciprusra és Krétára is. A gót kalózok hadjárataik során óriási zsákmányra és foglyok ezreire tettek szert.
268-ban a gall eredetű római hadvezér Carausius arra kapott parancsot, hogy a Classis Britannica, a britanniai flotta élén számoljon le a belga Gallia és Armorica partvidékét rettegésben tartó frank és szász kalózokkal.
Mintegy másfél évszázaddal később ír kalózok ejtették foglyul Britanniában Szent Patrikot.

### Középkor
A kora középkor viszonyai, amikor a hatalom Európa-szerte szétforgácsolódott, kedveztek a kalózoknak.

#### A vikingek
A legrettegettebb tengeri rablók Európában az Észak-Európából kirajzó vikingek voltak, akiknek hadjáratai gyakran nem csak a tengerpartokat sújtották, hanem elérték a szárazföld belső vidékeit. Nem csak Nyugat-Európában fosztogattak, hanem Észak-Afrikában, sőt Itáliában is. 844-ben megtámadták Sevillát is. A folyókon keresztül mélyen behatoltak Kelet-Európába is.

#### A narentinok
A 7. század elejétől az Adriai-tengeren és környékén is felvirágzott a kalózkodás. A Dalmácia és Zahumlje közti Paganiában letelepedett szláv törzs, a narentinok felelevenítették az illír kalózkodás hagyományát. Egy idő után az Adriai-tengeren senki nem hajózhatott biztonságban. 642-ben lerohanták Dél-Itáliát és megtámadták a beneventói Sipontét. A narentin kalózok főképp akkor bátorodtak fel, amikor a velencei flotta éppen nem tartózkodott az Adrián, például amikor a velenceiek 827-ben Szicíliába indítottak hadjáratot. Amint a velencei flotta visszatért, a narentinok ideiglenesen megjuhászodtak, szerződést írtak alá Velencével és pogány vezetőjük kikeresztelkedett. 834-ben vagy 835-ben azonban megszegték a szerződést és újra fosztogatni kezdték a Beneventóból visszatérő velencei kereskedőket. Velence büntetőakciói 839-ben és 840-ben kudarcot vallottak. Az arabokkal együtt a narentin kalózok egyre gyakrabban támadták meg a velenceieket, sőt 846-ban magára Velencére törtek és kifosztották Caorle lagúnavárosát.

### 14-18. század: kalózkodás a Földközi tengeren
(A törökök, északafrikai berberek és európai hatalmak által folytatott kalózkodás a Földközi tengeren saját bekezdést igényel. Lásd pl. Barbarossa, berber kalózok)

### 18. század – a kalózlevelek

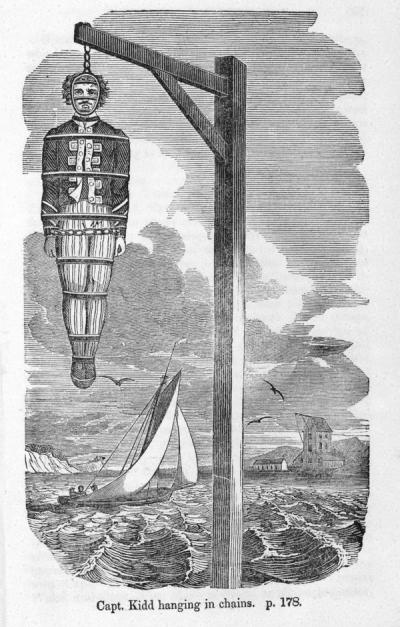
Kidd kapitány az akasztófán

Az I. Károly angol király korában, 1636-ban hozott rendelet a kalózkodást bűntettnek minősítette. privatér-nak (privateer, „private man of warre”) nevezték az olyan, magánszemélyek birtokában és kezelésében lévő felfegyverzett hajót, mely állami felhatalmazás vagy megbízás birtokában ellenséges nemzetek ellen hajt végre hadi cselekményeket (különösen kereskedelmi hajók elfogását) – egészen az államok és gazdag egyének által kibocsátott pátensek 12. századra tehető megjelenése óta bevett gyakorlat volt. A 18. században, de már a korábbi évszázadokban is kalózhajóknak azokat a hajókat tekintették, amelyek állami felhatalmazás nélkül raboltak. Az államok magánhajóknak meghatalmazást adtak arra, hogy az ellenséges államok kereskedelmi hajóit a nyílt tengeren megtámadhassák és kirabolhassák. A meghatalmazást kalózlevélnek (Kaparbriefe, letters of marque), a meghatalmazással rendelkező kalózhajókat pedig kapernek nevezték.
1785-ben az Észak-amerikai Egyesült Államok és Poroszország szerződést kötött arról, hogy egymással szemben nem bocsátanak ki kalózleveleket.

### 19. század
A kalózlevelekre alapozott – állami felhatalmazással zajló – kalózkodásnak az 1856-os párizsi kongresszus vetett véget. Az eredetileg csak Anglia, Franciaország, Poroszország, Ausztria és Oroszország által aláírt nyilatkozathoz később Olaszország, Törökország, majd a többi európai, és részben az amerikai államok is hozzájárultak. De az amerikai polgárháborúban (1861) a déli államok kalózleveleket adtak ki északi szomszédaik kereskedelmi hajói ellen.
Az 1856-os egyezmény ellenére fennmaradt a különbség a kalózlevelekkel ellátott kaperek, és az azzal nem rendelkező kalózhajók jogi megítélése között. Ha egy kalózlevéllel rendelkező kalózhajót egy idegen állam hadihajója elfoglalt, akkor a hajót elkobozták, de a legénységet a bíróság nem ítélte el, hanem hadifogolynak megfelelő elbánásban részesítették. Vagyis a hajót jogilag kalózhajónak tekintették, de a hajó legénysége nem volt kalóz.
A 19. század második felében a nemzetközi tengeri jog általános alapelve, hogy idegen államok más államok hajói felett nyílt vizeken hatóságot nem gyakorolhatnak. A kalózhajók olyan felfegyverzett magánhajók, amelyek állami felhatalmazás nélküli rablásra „szakosodtak”.

### A 20. század

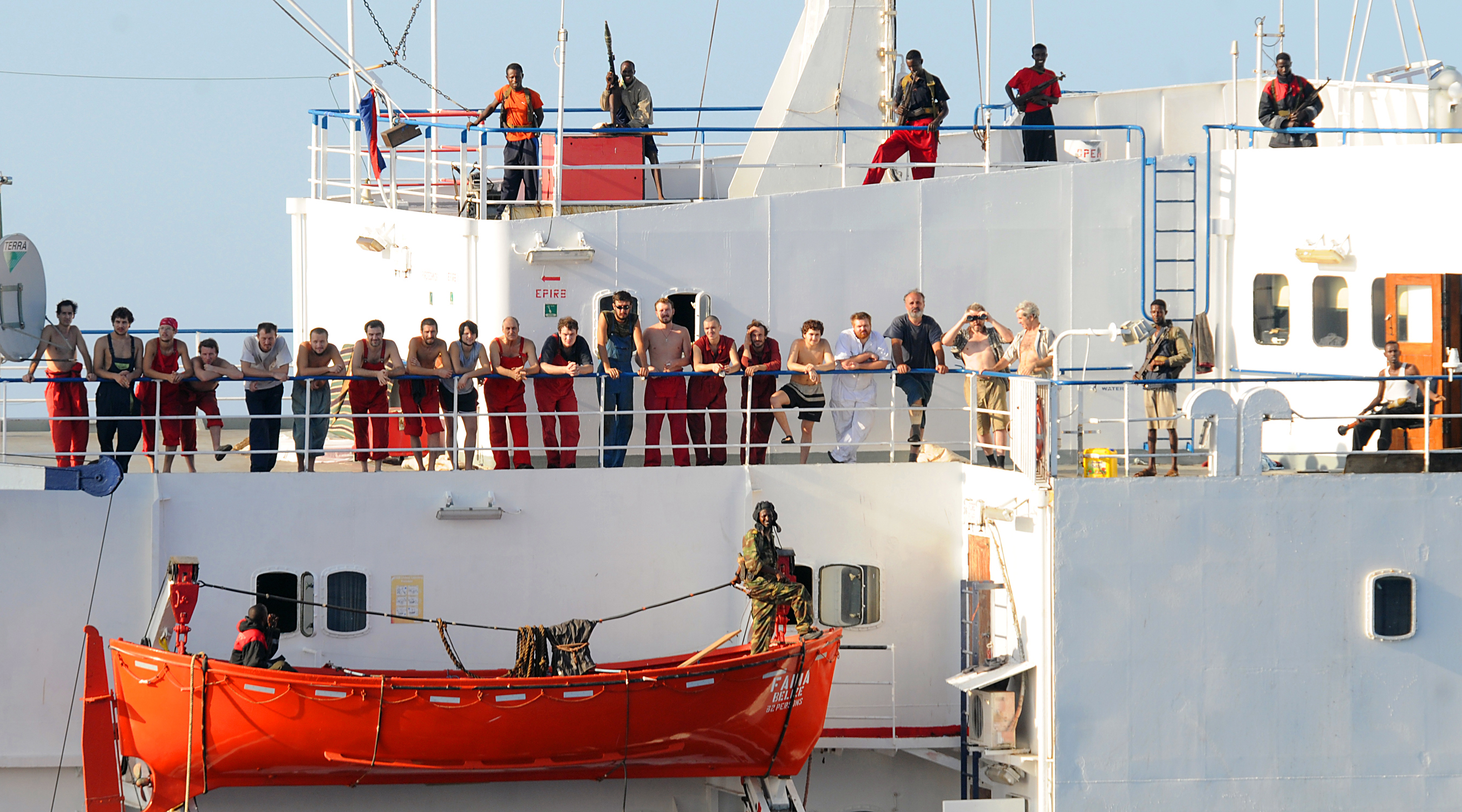
Szomáliai fegyveresek a fedélzetre terelik egy elfoglalt ukrán hajó legénységét 2008-ban

A kalózkodás visszaszorult, de nem szűnt meg. Elsősorban Délkelet-Ázsiában maradt fenn, de az 1990-es évektől kezdve Szomáliából is egyre több kalóztámadás indult (lásd: Szomáliai kalóztámadások).

## Egyéb jelentése a 20. században
A kalóz kifejezés a 20. században újfajta többletjelentéssel bővült, ami olyan személyt vagy egyéb tevékenységet jelent, aki vagy ami más szellemi tulajdonát teszi elérhetővé, megkerülve a szerzői jog birtokosát és az annak értelmében kifizetendő jogdíjat, így ez is egyfajta anyagi megkárosításnak feleltethető meg. Ez a tevékenység a század hatvanas éveitől kezdve vált jellemzővé, mikor először jelentek meg az audio, vagyis zene, később pedig az audiovizuális, vagyis film rögzítésére alkalmas adathordozó eszközök és készülékek. Ez a fajta kalózkodás csak fokozódott a század végére, hogy a 21. századra, az internet megjelenésével gyakorlatilag szinte végtelen számú jogsértő kalózcselekmény történjen, ami az internet globális, decentralizált és könnyen elérhető interaktív szerkezete miatt tudott megvalósulni.
A 2000-es években Nyugat-Európában kalózpárt néven alakultak politikai szervezetek a mesterséges szerzői jogi korlátok lebontására és az információszabadság növelésére.
Kalózrádió elnevezéssel szokták illetni a frekvenciaengedély nélkül működő rádióadókat.

## Szakirodalom
- Csarada János: A tengeri zsákmányjog elvei a háborúban: tekintettel a semleges hajózásra és kapcsolatban a kalózkodás kérdésével, történeti és elméleti szempontból (1882)
- Csarada János: A nemzetközi jog története a legrégibb időktől a veszfáliai békéig (1894)
- Defoe–Schonhorn: A General History of the Pyrates (1999)
- Zaks: The Pirate Hunter: The True Story of Captain Kidd (2003)